# Aulacaspis ligulata
Aulacaspis ligulata är en insektsart som beskrevs av Sadao Takagi 1988. Aulacaspis ligulata ingår i släktet Aulacaspis och familjen pansarsköldlöss.
Artens utbredningsområde är Nepal. Inga underarter finns listade i Catalogue of Life.